# Goran Čaušić
Goran Čaušić (ur. 5 maja 1992 w Belgradzie) – serbski piłkarz, występował na pozycji pomocnika w Arsienale Tuła, od 1 lipca 2022 gra w Buriram United FC.